# Yekaterina Bakhvalova
Yekaterina Bakhvalova (en russe : Екатерина Александровна Бахвалова née le 8 mars 1972 à Saint-Pétersbourg) est une athlète russe spécialiste du sprint. Affilié au Yunost Rossiya, elle mesure 1,75 m pour 68 kg.

## Biographie

### Palmarès
| Date | Compétition                    | Lieu         | Résultat | Épreuve     | Performance   |
| ---- | ------------------------------ | ------------ | -------- | ----------- | ------------- |
| 1997 | Championnats du monde en salle | Paris        | 1re      | 4 × 400 m   | —             |
| 1997 | Universiade d'été              | Catane       | 2e       | 400 m haies | 55 s 91       |
| 1997 | Universiade d'été              | Catane       | 1re      | 4 × 400 m   | 3 min 27 s 93 |
| 1998 | Goodwill Games                 | Uniondale    | 3e       | 4 × 400 m   | 3 min 25 s 58 |
| 1998 | Championnats d'Europe          | Budapest     | 2e       | 4 × 400 m   | 3 min 23 s 56 |
| 1998 | Coupe du monde des nations     | Johannesburg | 3e       | 4 × 400 m   | 3 min 25 s 15 |
| 1999 | Championnats du monde          | Séville      | 1re      | 4 × 400 m   | —             |
| 2002 | Championnats d'Europe          | Munich       | 5e       | 400 m haies | 56 s 39       |

### Records
| Épreuve          | Performance | Lieu              | Date            |
| ---------------- | ----------- | ----------------- | --------------- |
| 400 mètres       | 51 s 69     | Saint-Pétersbourg | 22 juillet 1999 |
| 400 mètres haies | 54 s 65     | Séville           | 22 août 1999    |